# Kontraktionstheorie
Die Kontraktionstheorie (auch Abkühlungs- oder Schrumpfungstheorie) ist ein Erklärungsmodell der Erdentwicklung und Gebirgsbildung, das in den Geowissenschaften von etwa 1860 bis 1950 vorherrschte. Die Theorie wurde sukzessive von verschiedenen Geologen – oft im Widerstreit zu anderen Auffassungen wie Expansion, Oszillation oder Unterströmung – entwickelt, um die großräumigen Abläufe in der Erdkruste und im obersten Teil des Erdmantels zu erklären.
Bis etwa 1960 war die Kontraktionstheorie die klassische Sichtweise der Geotektonik, die den meisten Lehrbüchern der Geologie zugrunde lag (siehe auch Fixismus), obwohl es seit der Jahrhundertwende auch Zweifel gab. Endgültig widerlegt gilt sie erst seit dem Paradigmenwechsel zur Plattentektonik, der 1912 mit Alfred Wegeners Hypothese der Kontinentalverschiebung begann, sich aber erst in den 1960er Jahren durchsetzte. Zu diesem Umbruch in den Erdwissenschaften haben auch die Erforschung der Ozeanböden (Sea Floor Spreading), der Isostasie und der Radioaktivität im Erdinnern beigetragen.

## Kontraktion der Erde durch Abkühlung
Die zentrale Idee der Kontraktionshypothese war, dass die Erde zu Beginn heiß und glutflüssig war und mit der Zeit abkühlt. Dadurch schrumpft der Erdkörper langsam – jedoch ungleichmäßig, weil nicht alle Bereiche der Oberfläche und darunter liegende Schichten gleich schnell erkalten. Diese Unterschiede erzeugen Spannungen an der Erdoberfläche und im Erdmantel, die zu Erdbeben, Rissen, Auffaltungen und Absenkungen in der Erdkruste führen.
Viele Lehrbücher verglichen die Kontraktion der Erde mit einem Apfel, der beim Trocknen durch den Wasserverlust im Innern Runzeln bildet.
Die Schrumpfungsthese wurde erstmals von Giordano Bruno geäußert, um 1700 von Leibniz aufgegriffen und 1830 von Élie de Beaumont geologisch begründet. Sie fußt auf bekannten Tatsachen:
1. Bergbau: Die Temperatur nimmt nach innen überall zu
2. Gesteine: entsprechen im Erdinnern etwa denen an der Erdoberfläche
3. Laplace-Planetentheorie: die Erde als sich abkühlender Himmelskörper, wobei
4. der Erdmantel langsamer erkalten muss als die Erdkruste.

Die bedeutendsten Forscher zum Thema waren der Österreicher Eduard Suess (1831–1914), der Schweizer Albert Heim (1849–1937) und der Deutsche Hans Stille (1876–1966), siehe Abschnitt Hauptvertreter der Kontraktionstheorie.
Heim schätzte die Schrumpfung der Erde anhand der Alpen auf 0,3 %, spätere Geologen auf die Hälfte davon. Dies reicht aber für ältere Gebirge kaum aus. Weitere Einwände betrafen die großen horizontalen Verwerfungen und die Randlage der Faltengebirge, während die Diskordanzen durch örtlich unterschiedliche Abkühlung gut erklärt werden konnten und es insgesamt noch keine bessere Theorie gab. 
Als man um die Jahrhundertwende entdeckte, dass die Radioaktivität im Erdinnern der Abkühlung entgegenwirkt oder sie gar aufhebt, begannen manche Geologen die Kontraktionstheorie zu bezweifeln und den "Mobilismus" zu entwickeln. Diese Vorstellung sieht die horizontalen Bewegungen und Auffaltungen nicht als Folge vertikaler Verschiebungen, sondern horizontaler Kräfte wie der Kontinentaldrift.

## Entgasungskontraktionstheorie
Die Entgasungskontraktionstheorie (engl. degassing theory), stellt eine besondere Variante der Kontraktionstheorie dar. Die Theorie geht von der Beobachtung aus, dass täglich viele Millionen m³ Gase aus der Erdkruste entweichen. Dieser Verlust an Volumen und Energie soll eine Schrumpfung und damit einhergehend, Faltung, Gebirgsbildung und Bruchbildung zur Folge haben. Der Begriff wurde 1952 von Thomas F. W. Barth in den wissenschaftlichen Diskurs eingeführt.

## Hauptvertreter der Kontraktionstheorie
Gottfried Wilhelm Leibniz (1646–1716) vertrat die Idee, dass die Erde am Anfang glatt gewesen sein müsse, weil Gott nie etwas ohne Form und Struktur schaffen würde. Auf dieser Vorstellung bauten spätere Forscher auf und entwickelten verschiedene Theorien.
So hielt Élie de Beaumont 1829 nicht den Vulkanismus für die stärkste Ursache von „Erdrevolutionen“ und Gebirgsbildung, sondern die hohen Temperaturen des Erdinnern. Denn „die Ungleichheit der Abkühlung zwingt die Hülle zu ständiger Einengung, damit die Fühlung mit der schwindenden Innenmasse nicht verlorengeht.“ Die Druckspannung wirke aber nicht allmählich, sondern summiere sich und führe „zu plötzlicher Entstehung von Gebirgsrücken und Aufwölbungen der Erdrinde“.
1841 wandte Beaumont dies auf den Oberrheingraben an, seine tektonische Skizze zeigt aber unzutreffende Randverwerfungen. Sie würden laut A. Andreae (1887) für Zerrung statt Kontraktion sprechen. Für Beaumonts Sicht sprach aber, dass sich Sinkschollen und Faltung ausgleichen.
James Dwight Dana präsentierte 1873 erstmals die Idee ungleichmäßiger Zusammenziehung, weil Gesteine verschiedene Wärmeleitfähigkeit hätten. Dadurch würden auch Gebirge und Erdbeben entstehen. Großräumige Unterschiede in der Abkühlung könnten das Einsinken ozeanischer Becken zwischen den Kontinentblöcken erklären.
Albert Heim (1849–1937) versuchte, die Reduzierung des Erdumfangs zu berechnen, indem er fiktiv alle Gebirge glättete. Basis seiner Überlegungen war, dass die vorhandene Fläche genauso groß gewesen sein muss wie jene vor dem Kontraktionsvorgang der Erde. Seine Ergebnisse besagten, dass der Erdumfang
- ohne das Jura-Gebirge 5000–5300 Meter größer wäre,
- ohne die Alpen sogar 120.000 Meter größer wäre.
- Demnach hätte die Alpenbildung den Erdumfang nur um 0,3 Prozent verkleinert, was  der oft diskutierten Frage der verursachenden Kräfte an Schärfe nahm.

„Schätzen wir die Faltung der anderen von dem Central-Alpen-Meridian geschnittenen Gebirge noch in ihrem Zusammenschube ab, so finden wir, dass die Umfangverkürzung durch die gesamte Gebirgsbildung bis jetzt nicht ganz 1 % betragen hat.“

Heim meinte, dass die Erde seit ihrer Entstehung um etwa 500 °C abgekühlt sei, glaubte aber nicht an weitere horizontale Verschiebungen und darauffolgende Gebirgsbildungen. Hierin trat ihm Otto Ampferer energisch entgegen. Das Faktum, dass es weiterhin Erdbeben gäbe, erklärte Heim mit Belastungsänderung, Verwitterung und Erosion.
Eduard Suess’ (1831–1914) Idee war, dass bei Verschiebungen durch die hohen Spannungen Spalten entstehen, wobei die Größe der bei einem Erdbeben entstehenden Spalten in keinem Verhältnis zum Ausmaß der Erschütterung steht. Es gibt zwei Arten von Verschiebungen:
- vertikale (sinkend)
- horizontale (schiebende und faltende)

Die vertikalen Verschiebungen erzeugen die horizontalen Spannungen, da es im Erdinnern immer enger wird. Der Vulkanismus ist bei horizontaler Verschiebung gering, bei vertikaler Verschiebung groß.

„Der Zusammenbruch des Erdballes ist es, dem wir beiwohnen.“

Würden sich die horizontalen Spannungen im perfekten Gleichgewicht halten, dann wäre die Erdkruste ein freies selbständiges Gewölbe, das heißt regelmäßig, glatt und komplett mit Wasser bedeckt. Das Erdinnere würde sich dann unabhängig von der Oberfläche zusammenziehen. Zusammengefasst heißt das, dass das Abkühlen des Erdinnerns den Zusammenfall der Erdkruste herbeiführt. Dies führt zu Gebirgsbildung und dies wiederum zu Vulkanismus und Erdbeben.
Hans Stille (1876–1966), ein wichtiger Wegbereiter des Mobilismus, erklärte die verschiedenen Phasen der Gebirgsbildung durch periodische Schrumpfungen des Erdkörpers – siehe Stille-Zyklus und Zyklentheorie. Als Vertreter der Kontraktionstheorie wurde er dadurch allerdings (wie aus anderen Gründen Hans Cloos) zum Gegenspieler von Wegeners Kontinentalverschiebung.